# Удон Тани
Удон Тани (тај. อุดรธานี) је главни град истоимене провинције и најзначајнији град североисточног Тајланда (област Исан). Налази се 60 километара јужно од границе Лаоса и 560 километара североисточно од Бангкока. Са главни градом повезан је путем и пругом. Кроз Удон Тани протиче река Менам Луанг, притока Меконга. У околини града постоје велике резерве поташе. По подацима из 2008. град има 143.081 становника.